# Justin McCarthy
Justin Jeremiah „Jerry" McCarthy (ur. 25 stycznia 1899 w Charlestown zm. 8 kwietnia 1976 w Centerville) – amerykański hokeista.
Był kapitanem amerykańskiej drużyny hokejowej, która wygrała srebrny medal podczas Zimowych Igrzysk Olimpijskich w 1924 roku.